# Gare de Port-Brillet
Gare de Port-Brillet vasútállomás Franciaországban, Port-Brillet településen.

## Vasútvonalak
Az állomást az alábbi vasútvonalak érintik:
- Párizs–Brest-vasútvonal

## Kapcsolódó állomások
A vasútállomáshoz az alábbi állomások vannak a legközelebb:
- Gare du Genest (Paris Gare Montparnasse, Párizs–Brest-vasútvonal)
- Gare de Saint-Pierre-la-Cour (Gare de Brest, Párizs–Brest-vasútvonal)